# Plazoleta España
La plazoleta España, ubicada en la ciudad de Florida (Uruguay), fue inaugurada el 15 de octubre de 1972 como homenaje de los descendientes españoles radicados en esta ciudad a su país de origen. Es conocida por el monumento histórico "El Quijote", obra del escultor Javier Nieva de la Hera.

## Historia
El 9 de noviembre de 1945 la Junta Departamental designó "Guernica" a la plazoleta delimitada por las calles Juan I. Cardozo, M. Oribe y Diagonal Guglielmetti, recientemente enmarcada. 
El 20 de agosto de 1971 la Junta Departamental presidida por don José Arrillaga autorizó a la colectividad española a erigir un monumento a Don Quijote de la Mancha, no especificando el lugar.
El 15 de octubre de 1972 esa plazoleta pasa a llamarse "Plaza España". La figura central es don Quijote de la Mancha, obra del escultor Javier Nieva de la Hera.
El basamento de granito ideado por el arquitecto Joel Petit de la Villón tiene un gran centro apoyado en paredes dispuestas en forma de rayos, en las cuales se nombra y recuerda con su escudo a las provincias españolas: Valencia, Extremadura, Canarias, Castilla, Barcelona, Navarra, Guipúzcoa, Asturias, Sevilla, Teruel, León y Galicia.
Posteriormente, la plazuela comprendida entre las calles Washington Beltrán, Ursino Barreiro y avenida Artigas tomaría el nombre de Árbol de Guernica.